# Eupogonius pilosulus
Eupogonius pilosulus es una especie de escarabajo longicornio del género Eupogonius, tribu Desmiphorini, subfamilia Lamiinae. Fue descrita científicamente por Chevrolat en 1862.

## Descripción
Mide 4-7 milímetros de longitud.

## Distribución
Se distribuye por Cuba y Jamaica.